# Burg Arlen
Die Burg Arlen, auch Burg Arlberg oder Burg Arl genannt, ist eine abgegangene Höhenburg in der Gemeinde St. Anton am Arlberg im Land Tirol. Spärliche Reste der ehemaligen Ruine finden sich auf dem Schloßkopf bei Nasserein östlich von St. Anton.

## Geschichte
Die Burg wurde um 1225 bis 1250 von den Herren von Arlen einem Zweig der  Schrofensteiner erbaut. Urkundlich ist die Burg erstmals 1279 mit Otto de Arlberch fassbar; dieser schenkte damals dem Kloster Stams den Hof Trams bei Landeck als Seelgerät. Er siegelt dabei als Otto von Schrofenstein mit dem schrofensteinschen Steinbock im Wappen. Er dürfte demnach identisch mit Otto II. von Schrofenstein sein. Diese Burggründung hängt mit der seit 1218 begonnenen Verkehrserschließung über den Arlberg zusammen. Die Schrofensteiner haben durch Rodungstätigkeit und Kolonisation bis über die Passhöhe hinaus auch auf den Raum Bludenz zugegriffen. Diese Schrofensteiner waren Ministeriale der Grafen von Görz und Tirol. 1312 ist ein Konrad von Arlenberg bezeugt, vermutlich ein Brudersohn des erwähnten Ottos. Auch ein Ulrich de Arlperge wird um 1320 herum genannt. 1338 tritt noch ein Schwicker ab dem Arlberge auf, wobei sich die Namensbezeichnung auf die Besitzungen am Arlberg und nicht mehr auf die Burg, die damals bereits landesfürstlicher Besitz war, beziehen.
Zwischen 1312 und 1315 kam es in dieser Gegend Tirols zu einer verheerenden Fehde zwischen den Freiherrn von Rettenberg-Hohenegg zusammen mit Graf Hugo von Montfort auf der einen und König Heinrich von Böhmen, zugleich auch Graf von Tirol, auf der anderen Seite. Der Konflikt ist auf das Zusammentreffen der Hohenegger im Lechtal und am Tannberg mit den Schrofensteinern, welche von der Burg Arlberg nordwärts und über das Almajurjoch expandierten, zurückzuführen. 1312 hat Konrad von Perjen-Schrofenstein sieben Raubzüge gegen die Rettenberger unternommen. 1312/13 brachen dann die Feindseligkeiten offen aus, wobei das Stanzertal weitgehend verwüstet wurde. Dabei wird ein novum castrum factum in monte Arl erwähnt, d. h. die alte Burg ist bei diesen Auseinandersetzungen zerstört und dann wieder aufgebaut worden. Dem Landesherren von Tirol waren diese Auseinandersetzungen willkommen, da damit die Machtbasis der Schrofensteiner geschmälert worden war. Bei den 1316 einsetzenden Friedensverhandlungen war die Burg Arlberg in den Händen der Rettenberger und ihrer Allgäuer Bundesgenossen. Danach wurde die Burg nicht mehr an die Schrofensteiner, sondern an den Landesherren zurückgestellt. 1317 ist hier der landesfürstliche Richter von Landeck, Rudolf von Prutz, tätig. Der Aufbau der Burg verzögerte sich wegen eines 1330 wieder aufgeflammten Krieges gegen die Schrofensteiner. 1332/38 wird die Burg als nova domus in Arlperch und 1339 als novum castrum factum in monte Arl bezeichnet, wobei Gelder für den Berthold von Rubein, Richter in Landeck, für die Burghut angewiesen werden. Danach verschwindet die Burg aus den Raitbüchern (= Rechnungsbüchern), vermutlich weil die Burg von einem Amts- zu einem Erblehen wurde. Als Lehensnehmer kommen Angehörige des Geschlechts der Überrhein in Frage. Die verkehrswichtige Funktion der Burg tritt nochmals 1385 zum Vorschein, damals erwirkte ein Heinrich, ein Findelkind aus Kempten und späterer Schwertträger des Jakobs von Überrhein, die Erlaubnis von Herzog Leopold III., das St.-Christophorus-Hospiz zu errichten.
Im Jahr 1406 kam es während der Appenzellerkriege zur endgültigen Zerstörung der Burg durch die Appenzeller. Der Burgherr Jakob von Überrhein wurde von den Appenzeller gefangen genommen und im Turm zu Pettneu gehängt. Brandspuren bei den neuzeitlichen Grabungen bestätigen die gewaltsame Einnahme und Zerstörung von Burg Arlen.

## Anlage
Die Burgstelle, der Schloßkopf, ist eine wenig ausgeprägte Rückfallkuppe oberhalb von Nasserein. Im Nordwesten ist ein künstlich angelegter Spitzgraben zu erkennen. Am Westfuß des Burghügels liegt der nach einem Brand 1946 wieder aufgebaute Bauhof, der frühere zur Burg gehörende Meierhof, heute Schlosshof. Hin und wieder ist man zwischen 1950 und 1970 (?) bei Bauarbeiten auf die unterirdischen Gänge der Burg gestoßen, welche angeblich bis weit nach Nasserein und St. Jakob hinunter führten. Eine genauere Erforschung dieser Gänge wurde jedoch nicht vorgenommen; da sich diese bei der Notgrabung von 1974 nicht haben finden lassen, dürfte es sich wie so oft um eine Legendenbildung handeln.
1974 wurden große Teile des Ruinenbestandes wegen eines geplanten Kaffeehausbaues zerstört. Erhalten blieb ein 2,15 m starkes Mauerstück, das als Ostwand des ehemaligen Bergfrieds interpretiert wird. Dieser hatte einen quadratischen Grundriss von 10,5 m Seitenlänge und eine lichte Weite von 5,7 m. Ein Rest einer Futtermauer der ehemaligen Ringmauer ist noch erhalten. Bei der Notgrabung von 1974 wurden drei aus Tuffstein gearbeitete Gewände- und Bogenfragmente mit Brandspuren gefunden.

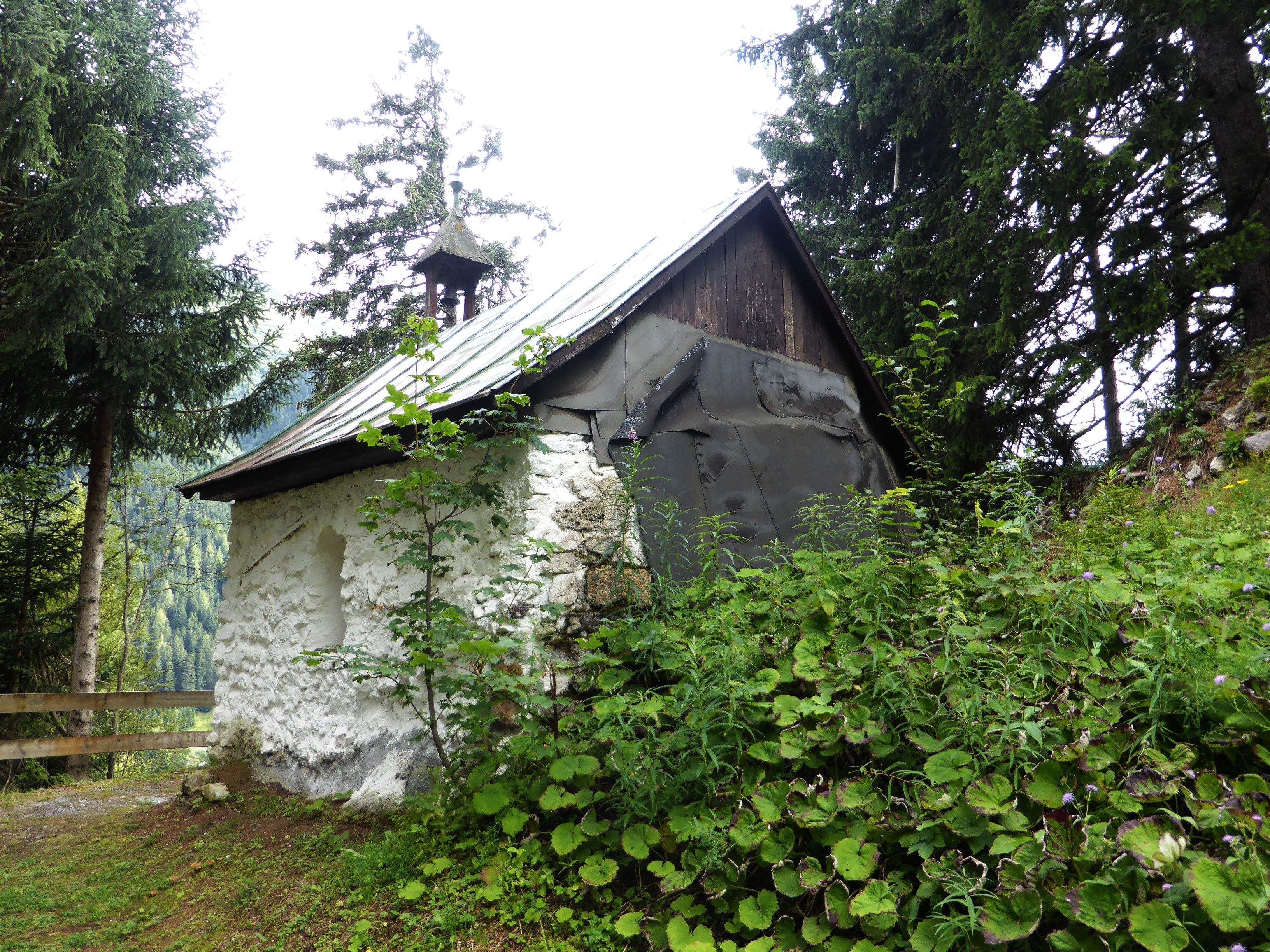
Lourdeskapelle mit einer Futtermauer der Burg Arlen

Auf dem Burghügel wurde Ende des 19. Jahrhunderts eine Lourdeskapelle errichtet, deren Ecksteine ehemalige Buckelquader von der Burg Arlen sind. Seit Mitte des 19. Jahrhunderts gehört der Burgplatz der Familie Alber.